# ماهیچه نگهدار بالایی
ماهیچه نگهدار بالایی (انگلیسی: Superior tarsal muscle) کار تعریض شکاف پلکی را بر عهده دارد.
خاستگاه آن ماهیچه بالابرنده پلک بالا و پیوندگاه آن صفحه نگهدار (تارسال) پلک بالا است. عصب‌گیری آن از عصب سمپاتیک است.